# Walter Johannes Moeschlin
Walter Johannes Moeschlin (* 28. Juli 1902 in Basel; † 30. April 1961 ebenda) war ein Schweizer Maler, Illustrator, Lyriker und Kunstkritiker.

## Leben und Werk
Walter Johannes Moeschlin war ein Sohn des Schriftstellers und Politikers Felix Moeschlin und der aus Schweden stammenden Künstlerin Elsa Moeschlin-Hammar. Sein Bruder war Sven Moeschlin.
Moeschlin hielt sich von 1920 bis Mitte 1922 in Indien auf. In der indischen Kultur fand er eine geistige Heimat, die ihn zeitlebens prägte. Nach seiner Rückkehr besuchte er die Allgemeinen Gewerbeschule und unternahm anschliessend Studienreisen nach Berlin, Paris, Südfrankreich und Italien. Mit Ausnahme einer Holzschnitt-Serie, die in den 20er Jahren entstanden war, begann Moeschlins malerisches Werk erst mit den 30er Jahren. Seine Vorbilder waren Hans Arp und Max Ernst. Nicht nur mittels Malerei und Illustration, sondern auch als Lyriker entwarf Moeschlin Traumlandschaften und Parallelwelten.
Er war ein Mitglied der Gruppe 33, die er von 1953 bis zu seinem Tod 1961 präsidierte. Zudem war er 1938 im Arbeitsausschuss von «Le Bon Film». 
1969 fand eine Gedächtnisausstellung mit seinen Werken in der Kunsthalle Basel statt.